# Alfonso Blanco Parra
Alfonso Blanco Parra (nació el 2 de febrero de 1986 en Caracas, Venezuela) es un boxeador venezolano en la división Super Wélter. Participó en las Olimpiadas del 2008 representando a Venezuela y fue ganador de la medalla de plata en la división de Peso Mediano en el Campeonato Mundial de Boxeo Amateur en 2007.

## Carrera profesional
Estuvo firmado a Oscar de la Hoya Golden Boy Promotions.

### Récord Boxeo Profesional
| 12 Ganados (5 knockouts), 0 Derrotas, 0 Empates | 12 Ganados (5 knockouts), 0 Derrotas, 0 Empates | 12 Ganados (5 knockouts), 0 Derrotas, 0 Empates | 12 Ganados (5 knockouts), 0 Derrotas, 0 Empates | 12 Ganados (5 knockouts), 0 Derrotas, 0 Empates | 12 Ganados (5 knockouts), 0 Derrotas, 0 Empates | 12 Ganados (5 knockouts), 0 Derrotas, 0 Empates | 12 Ganados (5 knockouts), 0 Derrotas, 0 Empates                                                                  |
| ----------------------------------------------- | ----------------------------------------------- | ----------------------------------------------- | ----------------------------------------------- | ----------------------------------------------- | ----------------------------------------------- | ----------------------------------------------- | --- |
| Res.                                            | Record                                          | Oponente                                        | Tipo                                            | Round                                           | Fecha                                           | Lugar                                           | Notas |
| Win                                             | 12-0-0                                          | Sergey Khomisky                                 | UD                                              | 12(12)                                          | 2015-10-10                                      | Caracas, Distrito Capital, VEN                  | Ganó Título Interino Peso Medio de la WBA.                                                                       |
| Win                                             | 11-0-0                                          | Álvaro Robles                                   | UD                                              | 12(12)                                          | 2015-06-27                                      | La Guaira, Vargas, VEN                          | Ganó Título Vacante Plata Peso Super Wélter del WBC. Ganó Título Vacante Peso Super Wélter de la WBA Fedecaribe. |
| Win                                             | 10-0-0                                          | Edwin Mota                                      | TKO                                             | 3(10)                                           | 2015-03-07                                      | Turmero, Aragua, VEN                            | |
| Win                                             | 9-0-0                                           | Edison Garcia                                   | TKO                                             | 2(6)                                            | 2015-01-16                                      | La Guaira, Vargas, VEN                          | |
| Win                                             | 8-0-0                                           | Eddie Cordova                                   | TKO                                             | 5 (6)                                           | 2012-03-17                                      | Indio, California, USA                          | |
| Win                                             | 7-0-0                                           | Leshon Sims                                     | UD                                              | 6 (6)                                           | 2011-10-27                                      | Los Ángeles, California, USA                    | |
| Win                                             | 6-0-0                                           | Cleveland Ishe                                  | UD                                              | 6 (6)                                           | 2011-07-08                                      | Primm, Nevada, USA                              | |
| Win                                             | 5-0-0                                           | Juan Carlos Diaz                                | UD                                              | 4 (4)                                           | 2011-04-28                                      | Los Ángeles, California, USA                    | |
| Win                                             | 4-0-0                                           | Ricardo Malfavon                                | UD                                              | 4 (4)                                           | 2011-04-01                                      | Indio, California, USA                          | |
| Win                                             | 3-0-0                                           | Pablo Ruiz                                      | KO                                              | 1 (4)                                           | 2011-03-05                                      | Anaheim, California, USA                        | |
| Win                                             | 2-0-0                                           | Gustavo Medina                                  | TKO                                             | 3 (4)                                           | 2010-12-11                                      | Las Vegas, Nevada, USA                          | |
| Win                                             | 1-0-0                                           | Alfredo Riveira                                 | UD                                              | 4 (4)                                           | 2010-05-08                                      | Los Ángeles, California, USA                    | |